# Steven P. Rose
Pour les articles homonymes, voir Rose.
Steven Peter Russell Rose (né le 4 juillet 1938 à Londres (Angleterre) et mort le 9 juillet 2025) est un professeur britannique de biologie et neurobiologie à l'Open University et à l'université de Londres. Il est également connu pour ses ouvrages et ses prises de position polémiques concernant la sociobiologie, la psychologie évolutionniste, et l'adaptationnisme.

## Biographie

### Famille
Steven Rose est issu d'une famille juive dont les quatre grands-parents sont immigrés. Ses parents se sont mariés en 1935. Son père, ébéniste, devient chimiste puis travaille dans une usine de fabrication d'avions. Il change son nom d'origine, Rosenberg, en Rose. 
Steven naît en 1938, et son frère Nikolas Rose, qui deviendra sociologue naît en 1947.
En 1960, lors d'une réunion de la New Left Review, Steven Rose fait la connaissance de la sociologue Hilary Chantler avec qui il se marie peu de temps après. Ensemble, ils ont partagé la chaire du Gresham[Lequel ?] et ont écrit plusieurs livres, dont Alas Poor Darwin : arguments against evolutionary psychology.

### Carrière
Steven Rose a étudié la biochimie au King's College de Cambridge, et la neurobiologie à Cambridge et à l'Institut de Psychiatrie du King's College de Londres. Ces recherches sont focalisées sur les processus biologiques concernant la mémoire et le traitement de la maladie d'Alzheimer. Il a écrit plusieurs ouvrages de vulgarisation scientifique et écrit des articles dans le journal The Guardian. 
De 1999 à 2002, il fit des lectures en tant que Professeur de physiologie au Gresham College à Londres. Il a reçu plusieurs médailles et prix pour son travail.

### Prises de position
Steven Rose est décrit par le quotidien The Guardian comme étant un « polémiste de gauche » ce qui a pour conséquence une « réputation curieusement divisée ». Son ami et collaborateur Patrick Bateson le considère comme « peut-être le dernier des scientifiques radicaux marxistes ». 
Avec Richard Lewontin et Leon Kamin, Steven Rose a soutenu le « mouvement radical de la science ». Ces collègues, ainsi que Stephen Jay Gould ont attaqué la sociobiologie, la psychologie évolutionniste, et l'adaptationnisme. 
Steven Rose intervient régulièrement dans les débats éthiques de l'émission The Moral Maze  sur l'antenne BBC Radio 4. 
Le professeur Rose est un partisan connu de la British Humanist Association.

#### Nous ne sommes pas programmés
Dans Nous ne sommes pas programmés » (« Not in Our Genes », 1984), Steven P. Rose, Richard Lewontin et Leon Kamin explicitent leur opposition à la sociobiologie. Selon eux, la science a remplacé la religion en tant que légitimateur des relations sociales. « La conséquence fut de changer finalement la forme de l'idéologie légitimante de la société bourgeoise. Ne pouvant plus s'appuyer sur le mythe d'une divinité [...] la classe dominante détrôna Dieu et le remplaça par la science. Si possible, ce nouveau légitimateur de l'ordre social était plus redoutable que celui qu'il remplaçait [...] La science est le légitimateur ultime de l'idéologie bourgeoise. »  Pour ces trois auteurs, « ce sont les universités qui sont devenues les institutions principales pour la création du déterminisme biologique ». Ainsi, « si le déterminisme biologique est une arme dans la lutte entre classes, les universités sont des usines d’armes et leurs facultés d’enseignement et de recherche sont les ingénieurs, les concepteurs et les ouvriers de la production. »
Les trois auteurs avancent notamment que « la sociobiologie est une explication déterministe biologique et réductionniste de l'existence humaine. Ses adhérents prétendent, en premier lieu, que les détails des organisations sociales présentes et passées sont les manifestations inévitables de l'action spécifique des gènes. » Richard Dawkins, dans sa recension de l'ouvrage, soutient au contraire que les sociobiologistes académiques n'ont jamais prétendu que les organisations sociales humaines sont les manifestations inévitables des gènes. Selon lui, Rose et ses coauteurs ne peuvent étayer leurs allégations selon lesquelles les sociobiologistes croient en une détermination génétique inévitable, car « cette allégation est un simple mensonge ». Cette idée d'inévitabilité (inevitability) ne serait jamais venue à l'esprit des chercheurs étudiant la sociobiologie. Plus encore, Dawkins reproche à Rose et ses coauteurs de n'avoir « aucune idée précise de ce qu'ils entendent par déterminisme biologique ». Toujours selon Dawkins, le réductionnisme décrié dans l'essai, dans le sens de « somme des parties », ne se trouve nulle part dans les écrits de vrais biologistes. Pour Dawkins, seuls les chapitres, « vraisemblablement de Kamin », consacrés aux tests de QI et aux fraudes de Cyril Burt, « rachètent en partie ce livre par ailleurs insensé ».
Dans The Blank Slate (2002), Steven Pinker a accusé Rose et ses co-auteurs d'utiliser des mots tels que « déterminisme » et « réductionnisme » en tant que « termes vagues abusifs ». Il les a également accusés de mal représenter les opinions de scientifiques de Wilson et Dawkins, en leur attribuant faussement des croyances ridicules. Il a estimé qu'eux-mêmes et d'autres critiques du « déterminisme » utilisaient ce terme à mauvais escient en l'utilisant pour faire référence à l'idée que les gens ont simplement tendance à se comporter d'une certaine manière. Pinker a approuvé l'examen par Dawkins de Not in Our Genes. Il note que Lewontin et Rose étaient eux-mêmes des « biologistes réductionnistes » et attribue leur rejet de l'idée de la nature humaine à leur acceptation du marxisme. Il leur reproche également des attaques ad hominem contre Steven Goldberg (en) et Donald Symons (en). Daniel Dennett a accusé dans Freedom Evolves (2003) les auteurs de l'ouvrage de vouloir utiliser des tactiques sans scrupules pour critiquer des personnes qu'ils considéraient comme déterministes.

### Engagements politiques
Après 1968, Steven P. Rose et son épouse Hilary quittent le Parti travailliste pour des positions plus marxistes. Ils militent contre la guerre du Vietnam et se rendent même à Hanoi pour examiner les effets de la guerre chimique sur les paysans vietnamiens. 
Steven Rose a pris une part importante dans le Boycott des Établissements d'enseignement israéliens pour protester contre l'occupation des territoires palestiniens. Il a soutenu qu'il existe une relation trop proche entre enseignement, défense et complexe militaro-industriel en Israël et que les professeurs d'Université israéliens nient les droits politiques des Palestiniens. 
Son attitude suscita des critiques à son encontre de la part de la communauté juive ainsi que de la part d'autres opposants à l'appel pour le Boycott académique d'Israël,,. 
Il se définit lui-même comme un « anti-sioniste ».

## Publications
- The 21st Century Brain , 2005,  (ISBN 0-224-06254-9)
- The Future of the Brain : The Promise and Perils of Tomorrow's Neuroscience  2005,  (ISBN 0-19-515420-7)
- Lifelines , 2005,  (ISBN 0-09-946863-8)
- Alas, Poor Darwin : Arguments against Evolutionary Psychology 2000  (ISBN 0-609-60513-5)
- The Making Of Memory , 1992,  (ISBN 0-593-01990-3)
- La Mémoire : Des molécules à l'esprit , 1989, Seuil,  (ISBN 978-2-02-012515-4)
- Nous ne sommes pas programmés , 1985 (trad.), La Découverte,  (ISBN 978-2-7071-1532-4) (Not in Our Genes (With Richard Lewontin & Leon Kamin) 1984,  (ISBN 0-394-72888-2))
- Le Cerveau conscient , 1975 (trad.), Le Seuil,  (ISBN 978-2020042086) (The Conscious Brain 1973,  (ISBN 0-394-46066-9))
- Impact - no 2 - volume 21 - Avril-juin 1971 - Tensions dans le monde scientifique, 1971, UNESCO, de Bean (Alan L.) - Ziman (John) - Leitenberg (Milton) - Rose (Steven) et Rose (Hilary) - Merton (Robert K.) et Lewis (Richard) - Piagniol (Pierre) - Couderc (Paul)
- Cbw Chemical & Biological Warfare , 1969, Beaon Press
- The Chemistry of Life , 1991 (première publication en 1966),  (ISBN 0-14-027273-9)